# Nátrium-dikromát
A nátrium-dikromát (vagy régiesen nátrium-bikromát) a dikrómsav nátriumsója. Képlete Na2Cr2O7. A kálium-dikromáthoz hasonlóan narancssárga por vagy kristályok. Szervetlen vegyület, a szabad állapotban nem ismeretes dikrómsav nátriumsója. Általában dihidrátja formájában kerül forgalomba, amely narancsvörös színű kristályokat alkot. Az összes krómásványt ezen a vegyületen keresztül dolgozzák fel. Íze fanyar, fémes. A vizes oldata enyhén savas kémhatású. Erős méreg.

## Felhasználása
Erős oxidálószer. Az iparban főként krómozásra, illetve az analitikai kémiában alkalmazzák (elsősorban a káliumsót).